# Троицкое (Ясиноватский район)
Тро́ицкое (укр. Троїцьке) — село в Покровском районе Донецкой области Украины. Население по переписи 2001 года составляло 239 человек.